# Tina Smith
Christine Elizabeth Smith (* 4. března 1958 Albuquerque, Nové Mexiko) je americká podnikatelka a politička za Demokratickou stranu. Od roku 2018 je senátorkou USA za stát Minnesota.
Vyrůstala převážně v Santa Fe v Novém Mexiku. V mládí vystudovala politologii na Stanfordově univerzitě. Do Minnesoty se odstěhovala v roce 1984. V letech 2015 až 2018 působila jako viceguvernérka Minnesoty. Senátorkou byla zvolena ve speciálních volbách v roce 2017, když porazila se ziskem 52 % hlasů svou protikandidátku a členku Republikánské strany Karin Housleyovou. Funkci poté obhájila v řádných volbách v roce 2020.
Podobně jako její straničtí kolegové je středolevicová liberálka. Podporuje právo na potrat, zavádění opatření proti klimatické změně či práva LGBT osob. Od roku 1984 je vdaná, má dvě děti.